# Agent Extensibility Protocol
| Anwendung  | AgentX          | AgentX          | AgentX          | AgentX          | AgentX          |
| Transport  | TCP             | TCP             | TCP             | TCP             | TCP             |
| Internet   | IP (IPv4, IPv6) | IP (IPv4, IPv6) | IP (IPv4, IPv6) | IP (IPv4, IPv6) | IP (IPv4, IPv6) |
| Netzzugang | Ethernet        | Token Bus       | Token Ring      | FDDI            | …               |

Das Agent Extensibility Protocol oder kurz AgentX ist ein Netzwerkprotokoll für die modulare Erweiterung von SNMP-Agenten. Es ist ein Internet-Standard, der in RFC 2741 beschrieben wird.

## Grundsätzliche Funktion
AgentX ist Teil des SNMP Management Frameworks und hat die Aufgabe, SNMP-Anfragen von einem sogenannten Master-Agenten an einen oder mehrere Subagenten weiterzuleiten. Master- und Subagent befinden sich in der Regel auf der gleichen Maschine, weshalb die Einordnung von AgentX als Netzwerkprotokoll eher formalen Charakter hat. AgentX stellt keine Zugriffskontrolle bereit, da dies vom Master-Agenten erledigt wird, und sollte daher auch nicht über das Netzwerk eingesetzt werden. Agentx ist unabhängig von der SNMP-Version, die vom Master-Agenten unterstützt wird.

## Abgrenzung
Bei anderen Modularisierungsansätzen wird der SNMP-Agent dynamisch um Code in Form von dynamischen Bibliotheken erweitert oder über seine Konfiguration angewiesen, für bestimmte Daten externe Programme aufzurufen. Bei AgentX hingegen stellt der Master-Agent lediglich eine Schnittstelle zur Verfügung, bei der sich die Subagenten anmelden, ihren Teilbaum der MIB registrieren und sich ggf. auch wieder abmelden. Es sind also die Subagenten, die festlegen, wie der Master-Agent erweitert wird und nicht die Konfiguration des Master-Agenten. Dies alles geschieht zur Laufzeit ohne Neustart des Master-Agenten.